# Bielniki
Bielniki – część Dębiny (Łęgów Dębińskich) w Poznaniu i ulica o tej samej nazwie, pozostające w obrębie osiedla samorządowego Wilda, nad Wartą.

## Historia
Nazwa ulicy po raz pierwszy została umieszczona na planie Poznania z lat 1935–1936, choć rodowód onomastyczny sięga w tym przypadku roku 1911. Obecnie ulica Bielniki łączy Drogę Dębińską i ulicę Piastowską, jednak wcześniej miała też część zachodnią, zlokalizowaną na zachód od Drogi Dębińskiej, prowadzącą do ulicy Kolarskiej, przebiegającej wzdłuż ówczesnego Stadionu Miejskiego (obecnie im. Edmunda Szyca). Cały układ topograficzny znajdował się na terenie jednostki onomastycznej Błonia Wildeckie (obecnie nazwa ta nie funkcjonuje w świadomości społecznej).
W latach 1927–1928 na Bielnikach wzniesiono Dzieciniec pod Słońcem. Przebiegającą przy nim ulicę Henryka Jordana (zaznaczoną po raz pierwszy na Planie stołecznego miasta Poznania autorstwa Józefa Fiuczyńskiego z 1927, jednak bez nazwy, która uwidoczniona była dopiero na planie z lat 1935–1936) obsadzono szpalerem około sześćdziesięciu jarzębów szwedzkich. W latach dwutysięcznych szpaler przerzedzano bez nasadzania nowych drzew. Doprowadziło to do wybrakowania układu urbanistycznego ulicy, jednak od 2019 braki są uzupełniane. Zgodnie ze stanowiskiem Miejskiego Konserwatora Zabytków ochronie podlega bruk jezdni ulicy Jordana (podobny znajduje się w ulicy Piastowskiej, przy wzniesionych w 1924 Łazienkach Rzecznych, ale został częściowo usunięty).
Od 1940 do 1943 przy ulicy Bielniki funkcjonował niemiecki obóz pracy dla Żydów, fabryka musztardy Remu (niem. An den Bleichen Remu).

## Przyroda
Na bielnikach znajdują się Rodzinne Ogrody Działkowe o tej samej nazwie, założone w 1925 i zajmujące powierzchnię 21,3 hektara, które są ważnym elementem zieleni miejskiej i stanowią siedlisko występowania wielu grup owadów. Po badaniach z lat 2014–2015 stwierdzono tu m.in. występowanie takich owadów, jak: bezrurka świdwianka, Aphis fabae, mszyca bzowa, Brachycaudus divaricatae, zdobniczka lipowa, Phorodon humuli i Rhopalosiphum padi.